# Trap (Musikstil)
Trap (englisch für Falle) oder Trap Music ist ein Subgenre des Hip-Hop, das sich in den 1990er-Jahren vor allem in den Südstaaten der USA entwickelte. Dort ging es unter anderem aus Stilrichtungen wie Down South und Crunk hervor. In den 2010er Jahren wurde eine neue, stärker durch die Electronic Dance Music (EDM) geprägte Variante populär und international bekannt, die ebenfalls mit dem Namen Trap assoziiert wird. Diese Variante wird auch als EDM Trap Music bezeichnet.

## Geschichte
Der Name „trap“ ist ein Slangausdruck. Er bezeichnet in der US-amerikanischen Drogenszene den Ort, an dem Drogendeals stattfinden (bspw. trap house). Größere Bekanntheit erlangte der Begriff zuerst in Atlanta, der Hauptstadt von Georgia. Dort wurde er Anfang der 1990er Jahre von lokalen Dirty-South-Kollektiven wie der Dungeon Family, OutKast und dem Goodie Mob in Liedtexten verwendet und so bekannt gemacht. Hörer und Kritiker fingen an, Rapper, deren lyrisches Hauptthema Drogenhandel war, als „Trap Rapper“ zu bezeichnen. Im Jahr 2003 veröffentlichte Südstaaten-Rapper T.I. das kommerziell erfolgreiche Album „Trap Muzik“. Dieses wurde zu einem Meilenstein in der Entstehungsphase eines neuen Hip-Hop-Subgenres. Rapper mit ähnlichem musikalischen Stil, wie etwa Jeezy, Gucci Mane, Young Dolph, Yo Gotti, Rick Ross und Lil Wayne, begannen Mainstream-Erfolge zu feiern. So entwickelte sich Trap Mitte der 2000er Jahre zu einem anerkannten Musikgenre.

## Stilmerkmale
Zu den markantesten Stilmerkmalen des Trap zählen die schleppenden Rhythmen mit sehr tiefen Bässen und schnellen, „rollenden“, typischerweise als Zweiunddreißigstelnoten gesetzten Hi-Hats. Klanglich dominieren der Sound des Drumcomputers Roland TR-808 sowie eine zumeist düstere, aggressive Atmosphäre, wie sie für die dunkleren Spielarten des Hip-Hop typisch ist. Eine wichtige Kompositionstechnik im Trap ist das Screwing & Chopping. Die Geschwindigkeit variiert zwischen 60 und 95 BPM; die Programmierung erfolgt oftmals in Doubletime.
In der Hip-Hop-Variante kommen heruntergestimmte Stimmen und „AdLibs“ (eine Art stilistisches „Markenzeichen“ von Rappern) zum Einsatz. Die Texte nehmen typischerweise Bezug auf das urbane Ghetto- und Drogenmilieu.
Ein stilbildender Track für die EDM-Variante des Trap war der 2012 von Flosstradamus produzierte Remix von Major Lazers Original Don. Im Unterschied zum ursprünglichen Trap wurden hier zahlreiche charakteristische Klänge aus Dubstep, Brostep und Electro-House bzw. „Big Room“ – darunter der für den „Big Room“ typische Drop – sowie Samples von Sirenen, Hupen, Pistolen und zerklirrenden Scheiben eingebunden.

## Bekannte Vertreter (Auswahl)

### Hip-Hop-Trap

#### Englischsprachige Künstler
- 21 Savage
- Future
- Gucci Mane
- Travis Scott
- Waka Flocka Flame

#### Deutschsprachige Künstler
- Miami Yacine[9]
- Money Boy[10]
- RIN[11]
- Ufo361[9]
- Yung Hurn
- negatiiv OG
- Beyazz

### EDM-Trap
- Baauer
- Diplo
- Flosstradamus
- Marshmello
- Skrillex